# 12121 Greenwald
12121 Greenwald este o planetă minoră (asteroid), cu un diametru de 4,737 km, din centura de asteroizi. A fost descoperită pe 13 iulie 1999 la Magdalena Ridge Observatory⁠(d) de Lincoln Near-Earth Asteroid Research. 
Obiectul prezintă o orbită caracterizată de o semiaxă mare de 2,5594976 UAi, o excentricitate de 0,11, o înclinație de 13,617 ° în raport cu ecliptica.